# Прача (Босанско-подрињски кантон)
Прача је насељено мјесто у Босни и Херцеговини, у општини Пале, које административно припада Федерацији Босне и Херцеговине. Према попису становништва из 2013. године, у насељу је живио 304 становника.

## Географија
Кроз Прачу протиче ријека Прача.

## Становништво
|             | 2013.        | 1991.          | 1981.          | 1971.          | 1961.         |
| Укупно      | 304 (100,0%) | 1 024 (100,0%) | 1 118 (100,0%) | 1 110 (100,0%) | 881 (100,0%)  |
| Бошњаци     | 270 (88,82%) | 502 (49,02%)1  | 490 (43,83%)1  | 521 (46,94%)1  | 358 (40,64%)1 |
| Срби        | 29 (9,539%)  | 517 (50,49%)   | 599 (53,58%)   | 572 (51,53%)   | 459 (52,10%)  |
| Босанци     | 2 (0,658%)   | –              | –              | –              | –             |
| Хрвати      | 1 (0,329%)   | 1 (0,098%)     | –              | –              | 10 (1,135%)   |
| Југословени | 1 (0,329%)   | 1 (0,098%)     | 24 (2,147%)    | 1 (0,090%)     | 31 (3,519%)   |
| Неизјашњени | 1 (0,329%)   | –              | –              | –              | –             |
| Остали      | –            | 3 (0,293%)     | 1 (0,089%)     | 2 (0,180%)     | 2 (0,227%)    |
| Црногорци   | –            | –              | 4 (0,358%)     | 4 (0,360%)     | 16 (1,816%)   |
| Албанци     | –            | –              | –              | 7 (0,631%)     | 5 (0,568%)    |
| Мађари      | –            | –              | –              | 3 (0,270%)     | –             |

1. 1 На пописима од 1971. до 1991. Бошњаци су пописивани углавном као Муслимани.

Насеље је подијељено ентитетском линијом.